# Siedleragame
Die Siedleragame (Agama agama) ist eine Echse und gehört zu der Familie der Agamen (Agamidae).

## Merkmale
Siedleragamen haben einen ausgeprägten Farbwechsel, der jedoch nur tagsüber sichtbar ist. In der Nacht sehen die Siedleragamen einheitlich grau aus. Je nach Stimmung wechseln die Siedleragamen ihre Farbe. Die Weibchen, Jungtiere und rangniedere Männchen haben eine braune bis graue Körperfarbe. Dominierende Männchen sind an ihrem stahlblauen oder auch olivgrünen abgeflachten Körper und an dem gelben, über orange bis rot gefärbten Kopf und Schwanz zu erkennen. Je nach Unterart zieht sich die Farbe des Kopfes über den Vorderkörper. Ihre Prachtfarben nehmen die Männchen an, wenn sie sich auf einem erhöhten Platz tagsüber aufgewärmt haben. Bei den Weibchen zeigen sich während der Schwangerschaft an den Flanken gelb bis orange gefärbte Flecken und auf dem Kopf türkisfarbene Punkte. Die Weibchen erreichen eine Körperlänge von 30 bis 40 Zentimetern, wobei sie kleiner bleiben als die Männchen. Der lange, runde Schwanz ist im Gegensatz zu zahlreichen Leguanen oder den Skinken nicht abwerfbar.

## Lebensweise

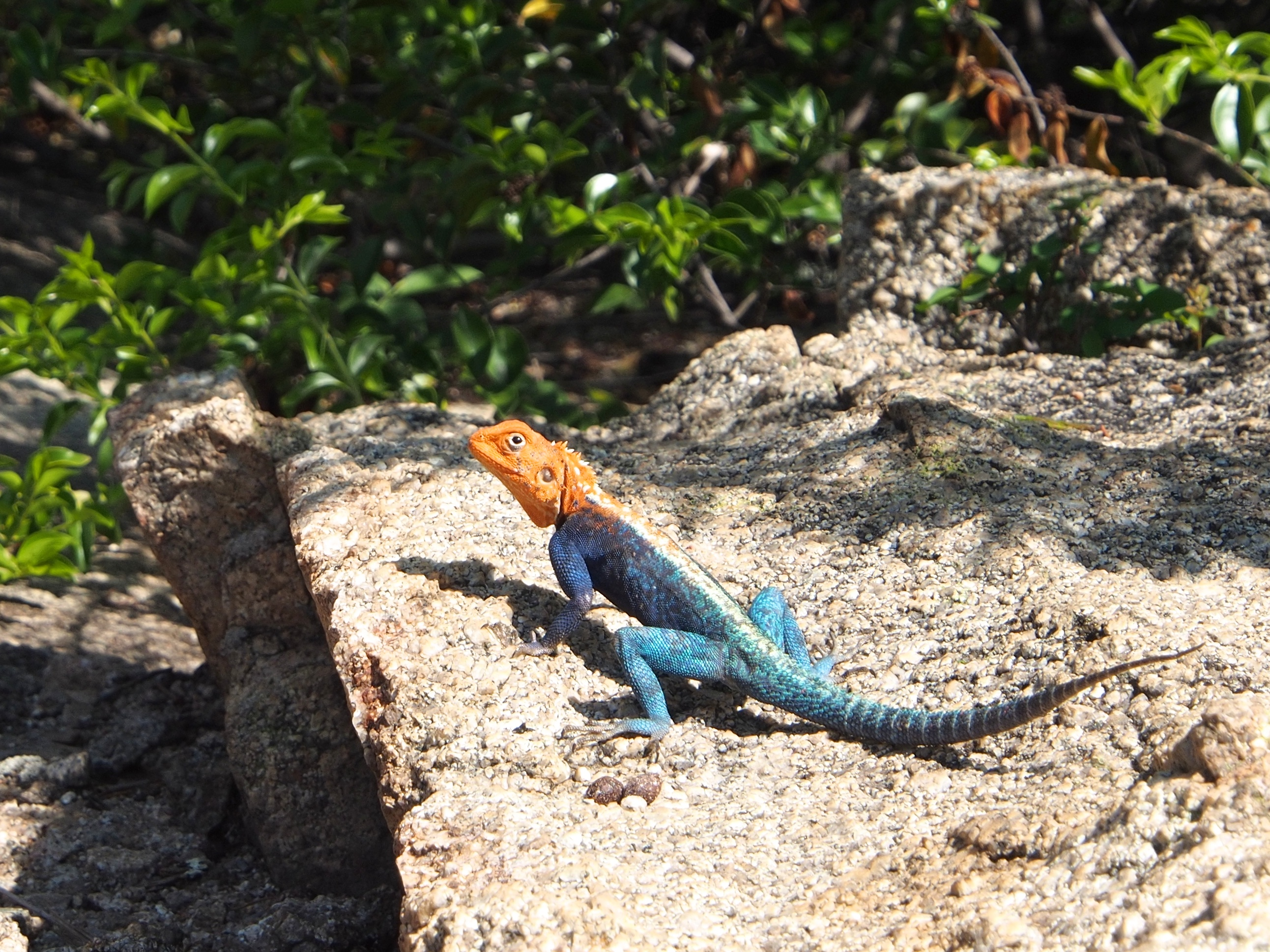
Männchen im Matobo-Nationalpark, Zimbabwe

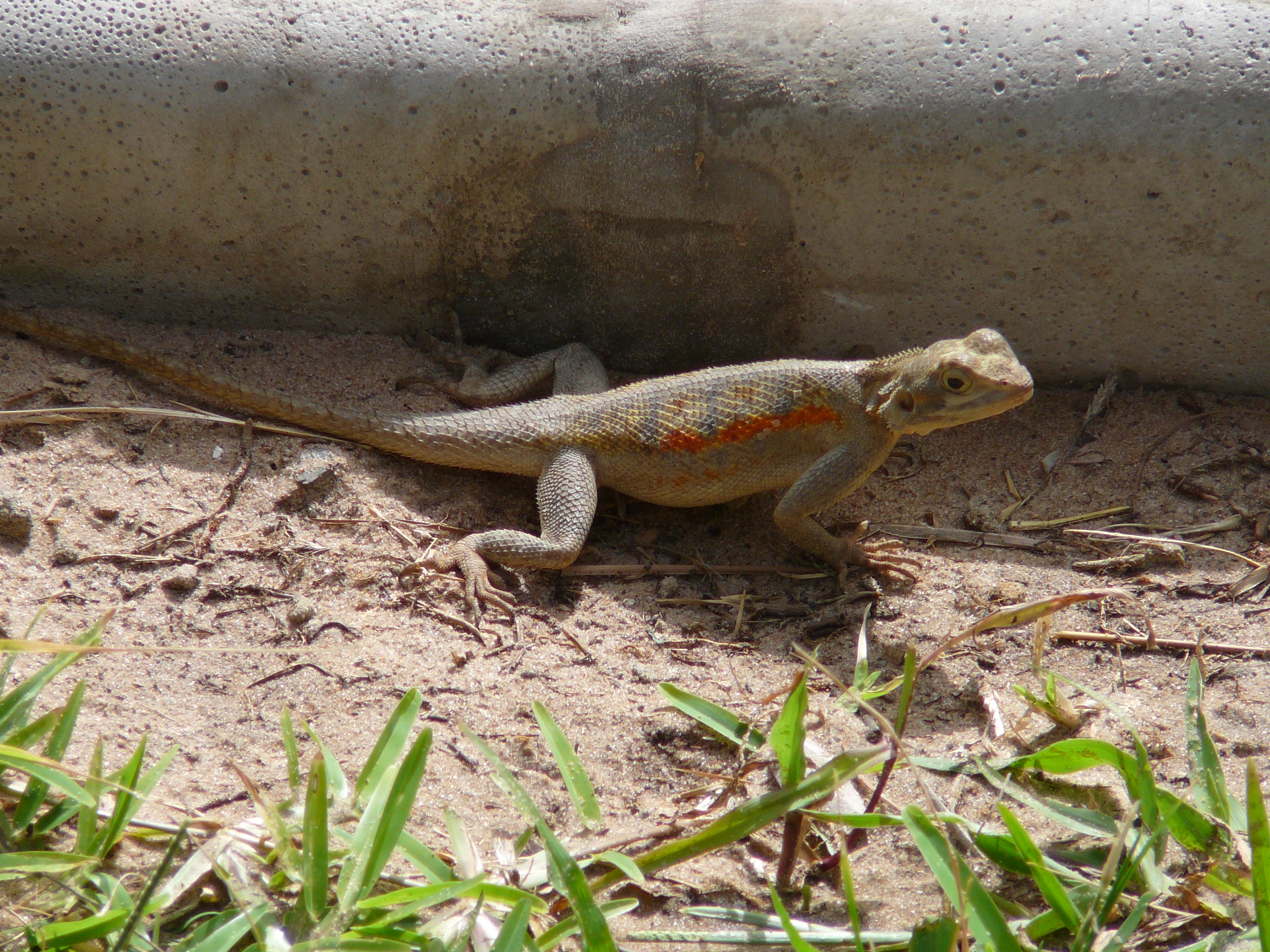
Weibchen in Gambia

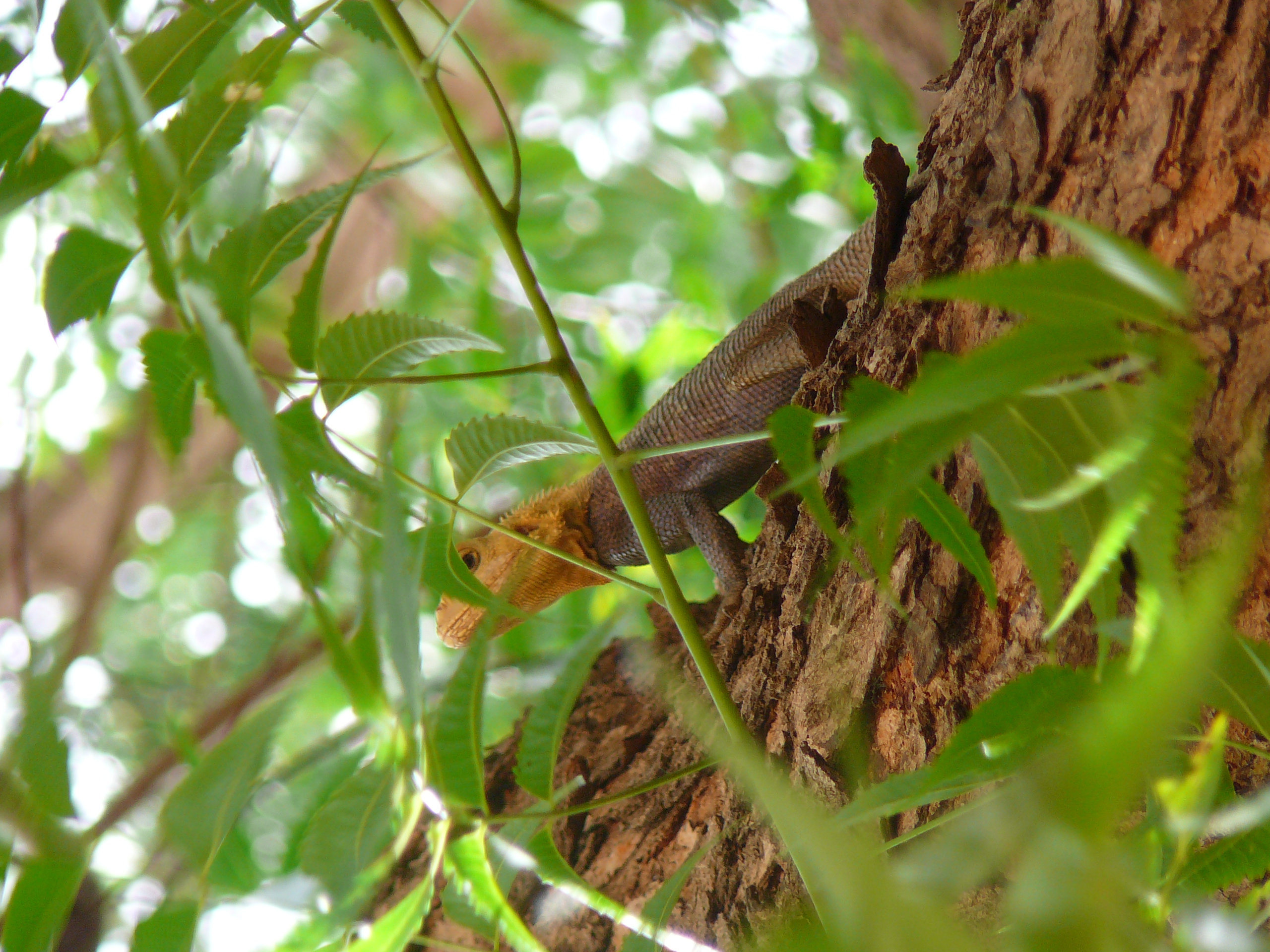
Männchen in Gambia in einem Niembaum auf Nahrungssuche

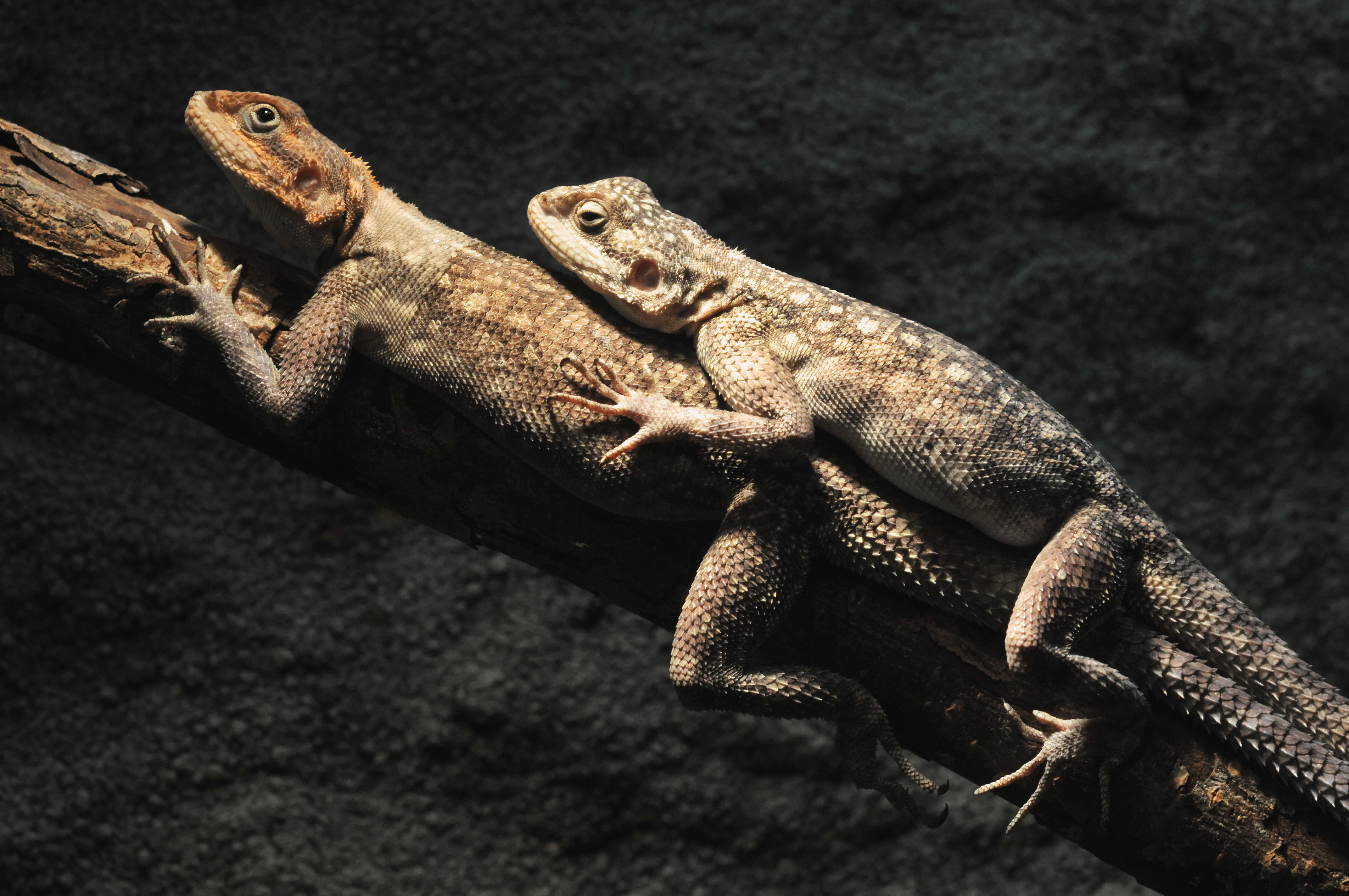
Siedleragame im Zoo Schmiding

Siedleragamen leben in Kolonien mit einem dominierenden Männchen in einem abgegrenzten Gebiet. Die Gruppenstärke kann bis zu 25 Einzeltiere betragen. Bei Sonnenaufgang werden die Gruppenmitglieder aktiv. Während des Tages hält sich das dominierende Männchen oft auf einem erhöhten Platz auf und zeigt sich in seiner Farbenpracht. Auch sonst wärmen sich die Siedleragamen gerne auf einem erhöhten Platz in der prallen Sonne auf. Dabei stützen sie sich auf ihre Vorderbeine und strecken den Körper, gelegentlich auch den Schwanz, schräg nach oben. Wenn sich ein geschlechtsreifes junges Männchen umfärbt, wird es von dem dominierenden Männchen vertrieben und muss sich ein eigenes Revier suchen. Bei einem Kampf mit einem Rivalen färbt sich der Kopf bei den kämpfenden Männchen braun und über den Körper verteilt erscheinen weiße Punkte. Die Männchen geben zischende Geräusche von sich und versuchen, den Kopf des Gegners mit dem Schwanz zu treffen. Zuvor nehmen sie jedoch eine Drohhaltung ein. Dabei bewegen sie den Kopf ruckartig hin und her, heben den Körper vom Boden ab und falten die Hautfalten an der Kehle auseinander.

## Ernährung
Für alle Gruppenmitglieder gibt es klar definierte Jagdgebiete. Siedleragamen sind nicht wählerisch in ihrer Ernährung. Sie fressen alles, was sie schnappen und verschlingen können. Auf ihrem Speiseplan stehen unter anderem Insekten, Spinnen und weitere Wirbellose, auch kleine Säugetiere oder Reptilien. Gelegentlich nehmen sie auch pflanzliche Kost zu sich.

## Fortpflanzung
Die Paarungszeit ist abhängig von der Regenzeit. Das Weibchen fordert das Männchen durch heftige Schwanzbewegungen zur Paarung auf. Nach erfolgreicher Paarung legt das Weibchen nach etwa zehn Wochen in einer selbstgegrabenen feuchten Erdmulde zwischen Steinen oder Pflanzen drei bis acht Eier ab. Um das Nest zu verbergen, glättet das Weibchen die Erde über dem Gelege. Während der Entwicklungszeit entnehmen die Eier der Erde die Feuchtigkeit und vergrößern sich im Umfang. Nach zwei bis drei Monaten schlüpfen die Jungtiere.

## Vorkommen
Siedleragamen kommen in den meisten Staaten Afrikas südlich der Sahara und nördlich des Südlichen Wendekreises vor. Auf Madagaskar, den Komoren und den Kapverdischen Inseln wurden die Tiere vom Menschen eingeführt. In einer Verbreitungslücke unmittelbar südlich des Victoriasees werden sie durch Agama mwanzae ersetzt, im westlichen Zentralafrika teils durch Agama lebretoni. Sie bewohnen Bäume, Buschwerk, steiniges Gelände, Felsen oder Mauern unter anderem in Steppen und Savannen, in der Nähe menschlicher Siedlungen und entlang der Küste in Strandnähe.

## Unterarten
Es werden vier Unterarten unterschieden:
- Agama a. agama (Linnaeus, 1758)
- Agama a. africana (Hallowell, 1844)
- Agama a. boensis (Monard, 1940)
- Agama a. mucosoensis (Hellmich, 1957)